# راست (گرایش سیاسی)
سیاست‌های راست طیفی از باورهای سیاسی است که نظم‌ها و قشربندی‌های اجتماعی خاصی را اجتناب‌ناپذیر، طبیعی، عادی یا مطلوب می‌دانند. این سیاست‌ها معمولاً از موضعی بر اساس قانون طبیعی، اقتصاد، اقتدار، مالکیت و سنت، حمایت می‌کنند. قشربندی‌ها و نابرابری‌های اجتماعی ممکن است به عنوان نتایج طبیعی تفاوت‌های اجتماعی یا رقابت در اقتصادهای بازار دیده شود.
ریشهٔ اصطلاح‌هایِ سیاسی راست و چپ به انقلاب فرانسه برمی‌گردد، و به محل نشستن اعضای پارلمان اشاره دارد؛ کسانی که در سمت راست می‌نشستند از حفظ نهادهای پادشاهی، آریستوکراسی و مذهب رسمی حمایت می‌کردند.
سیاست‌های راست همتای سیاست‌های چپ در نظر گرفته می‌شود و طیف سیاسی چپ–راست یکی از پذیرفته شده‌ترین طیف‌های سیاسی است. اصطلاح جناح راست عموماً می‌تواند به بخشی از یک حزب یا نظام سیاسی اشاره کند که غالباً بر دفاع از بازار آزاد و مالکیت خصوصی تأکید می‌کند و عموماً از ایده‌های محافظه کارانه حمایت می‌کند.

## اصول کلی در گرایش راست
گروه‌های راست‌گرا، اختلاف طبقاتی را بخشی از قوانین حاکم بر طبیعت می‌دانند. گروه‌های راست‌گرا طرفدار حداقل دخالت نهادهای دولتی در امور اقتصادی کشور هستند.
اعتقاد به نابرابری افراد در برخورداری از ثروت‌ها و همچنین اعتقاد به نابرابری افراد در مشارکت در امور مملکت‌داری و قدرت و حقوق اجتماعی، از جمله نظریات گروه‌های راست‌گرا به‌شمار می‌رود. حمایت از بخش خصوصی در حوزهٔ اقتصاد مهم‌ترین ویژگی راست‌گراها به‌حساب می‌آید. نظام‌های سرمایه‌داری غربی از جمله برجسته‌ترین نظام‌های راست‌گرا هستند.
راست‌گراها ضمن اعتقاد به سکولاریسم و مبانی تفکر مدرن غربی، گرایش شدیدی به مقابله با رادیکالیسم دارند. راستگراها معتقدند: محافظه‌کاری و پیاده‌کردن یک نظام سرمایه‌داری، سرانجام به پیشرفت کشور منتهی می‌شود. راستگراها حمایت از بازار آزاد و اقتصاد بازار را بهترین مسیر برای پیشرفت جوامع توصیف می‌کنند.